# Thomisus natalensis
Thomisus natalensis es una especie de araña cangrejo del género Thomisus, familia Thomisidae. Fue descrita científicamente por Lawrence en 1942.

## Distribución
Esta especie se encuentra en África del Sur.